# Пол Льомерл
Пол Льомерл (на френски: Paul Lemerle) е виден френски учен, историк, византолог.

## Биография
Льомерл е роден в Париж на 22 април 1903 година. Преподава във Френското училище в Атина (1931 – 1941), във Факултета по литература на Бургундския университет в Дижон (1942 – 1947), в Практическата школа за висши изследвания (1947 – 1968), в Сорбоната (1958 – 1967) и в Колеж дьо Франс (1967 – 1973). Завършва докторската си дисертация през 1945 година върху град Филипи и Източна Македония през византийския период. Той поставя френската византология на нови начала, като развива византийската епиграфика, керамология, папирология, дипломация и нумизматика. 
Льомерл е президент-основател на Международната асоциация за византийски изследвания.
Умира в Париж на 17 юли 1989 година.